# Les Chiens dans la nuit
Pour plus de détails, voir Fiche technique et Distribution.
Les Chiens dans la nuit est un film franco-grec réalisé par Willy Rozier, sorti en 1965.

## Fiche technique
- Titre : Les Chiens dans la nuit
- Titre grec : Ta skylia tis nyhtas
- Réalisateur : Willy Rozier
- Scénario : Thrassos Castanakis
- Adaptation et dialogues : Xavier Vallier (pseudonyme de Willy Rozier)
- Photographie : Michel Rocca
- Montage : Madeleine Crétolle
- Musique : Jean Yatove
- Directeur de production : Yvonne Toumayeff
- Société de production : Les Films Marceau, Fanayotopoulos, Sport Films
- Pays d'origine :  France |  Grèce
- Format : Noir et blanc — 35 mm — 1,37:1 — Son : Mono
- Genre : Film dramatique, Film policier
- Durée : 87 minutes
- Dates de sortie :
  -  France : 11 juin 1965

## Distribution
- Georges Rivière : Giorgos
- Xenia Kalogeropoulou (el) : Thasoula
- Claude Cerval : Manolis
- Jenny Astruc : Marika
- Georges Lycan : Mouratis
- Jacques Harden : le professeur